# 핑크 팬더

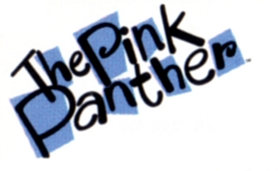

핑크 팬더(영어: The Pink Panther)는 1963년 공개된 미국의 동명 영화를 첫 작품으로 하는 영화 시리즈이다.

## 영화 시리즈
| 제목             | 공개일 |
| ---------------- | ------ |
| 핑크 팬더        | 1964년 |
| 어둠 속에 총성이 | 1964년 |
| 형사 클루조      | 1968년 |
| 돌아온 핑크 팬더 | 1975년 |
| 핑크 팬더의 역습 | 1976년 |
| 핑크 팬더의 복수 | 1978년 |
| 핑크 팬더의 추적 | 1982년 |
| 핑크 팬더의 저주 | 1983년 |
| 핑크 팬더의 아들 | 1993년 |
| 핑크 팬더        | 2006년 |
| 핑크 팬더 2      | 2009년 |

## 애니메이션
- 핑크 팬더 (The Pink Panther Show, 1969-1980)
- Pink Panther and Sons (1984-1985)
- 핑크 팬더 (The Pink Panther, 1993-1995)
- 핑크 팬더와 친구들 (Pink Panther and Pals, 2010)

## 같이 보기
- 핑크 팬더스